# Saint-Philbert-des-Champs
Saint-Philbert-des-Champs es una comuna francesa situada en el departamento de Calvados, en la región de Normandía.

## Demografía
| 346 | 347 | 368 | 528 | 574 | 606 | 654 |
| Para los censos de 1962 a 1999 la población legal corresponde a la población sin duplicidades (Fuente: INSEE [Consultar]) |     |     |     |     |     |     |